# Swahili (sprog)
 For alternative betydninger, se Swahili. (Se også artikler, som begynder med Swahili)
Swahili (swahili: Kiswahili) er et bantusprog med vid udbredelse i Østafrika, især fra det sydlige Somalia til det nordlige Mozambique. Det er officielt sprog i Tanzania og nationalt sprog i Kenya. Swahili spiller en vigtig rolle som andetsprog i Østafrika. På Zanzibar tales en normgivende udgave af swahili.
Swahili er præget af den østafrikanske kysts tusindårige forbindelser med omverdenen og indeholder låneord fra bl.a. arabisk, persisk, dravidiske sprog, kinesisk, portugisisk og engelsk. Antallet af låneord i swahili afviger dog ikke væsentligt fra låneord i andre sprog. 
Swahili skrives i dag med det latinske alfabet. Der kendes ældre tekster skrevet med det arabiske alfabet.
Swahili et agglutinerende sprog.